# Iberis carnosa
Ibéris charnu, Ibéris de Pruiti
Espèce
Iberis carnosa, de noms communs Ibéris charnu ou Ibéris de Pruiti, est une espèce de plantes à fleurs vivace de la famille des Brassicaceae et du genre Iberis.

## Description

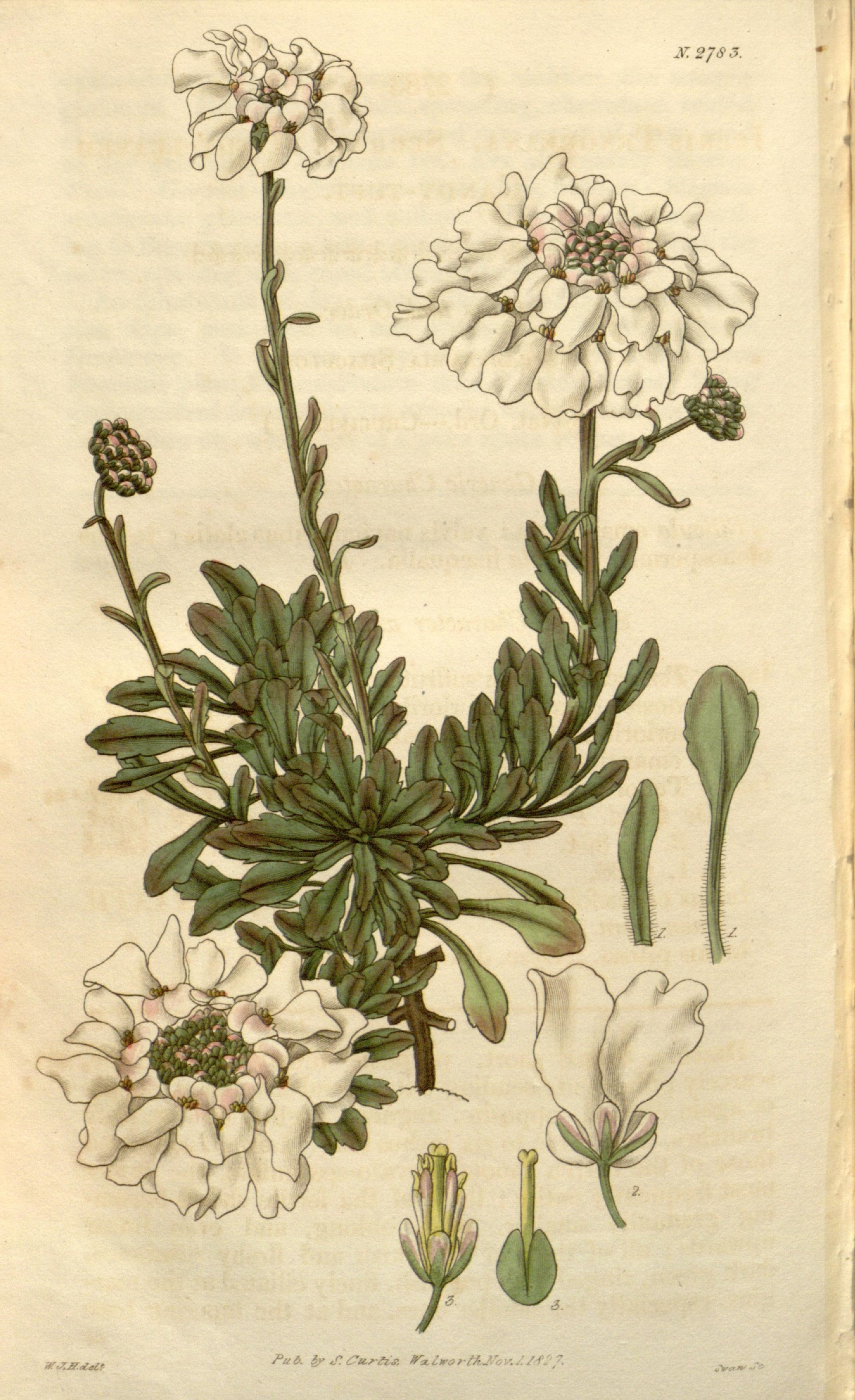
Illustration botanique de l'ibéris charnu.

### Appareil végétatif
L'Ibéris charnu est une plante vivace, plus ou moins ciliée ; les tiges, de 4 à 12 cm, sont simples, ascendantes ; les feuilles sont un peu épaisses, oblongues ou linéaires-spatulées, obtuses, entières ou à une ou deux dents de chaque côté au sommet.

### Appareil reproducteur

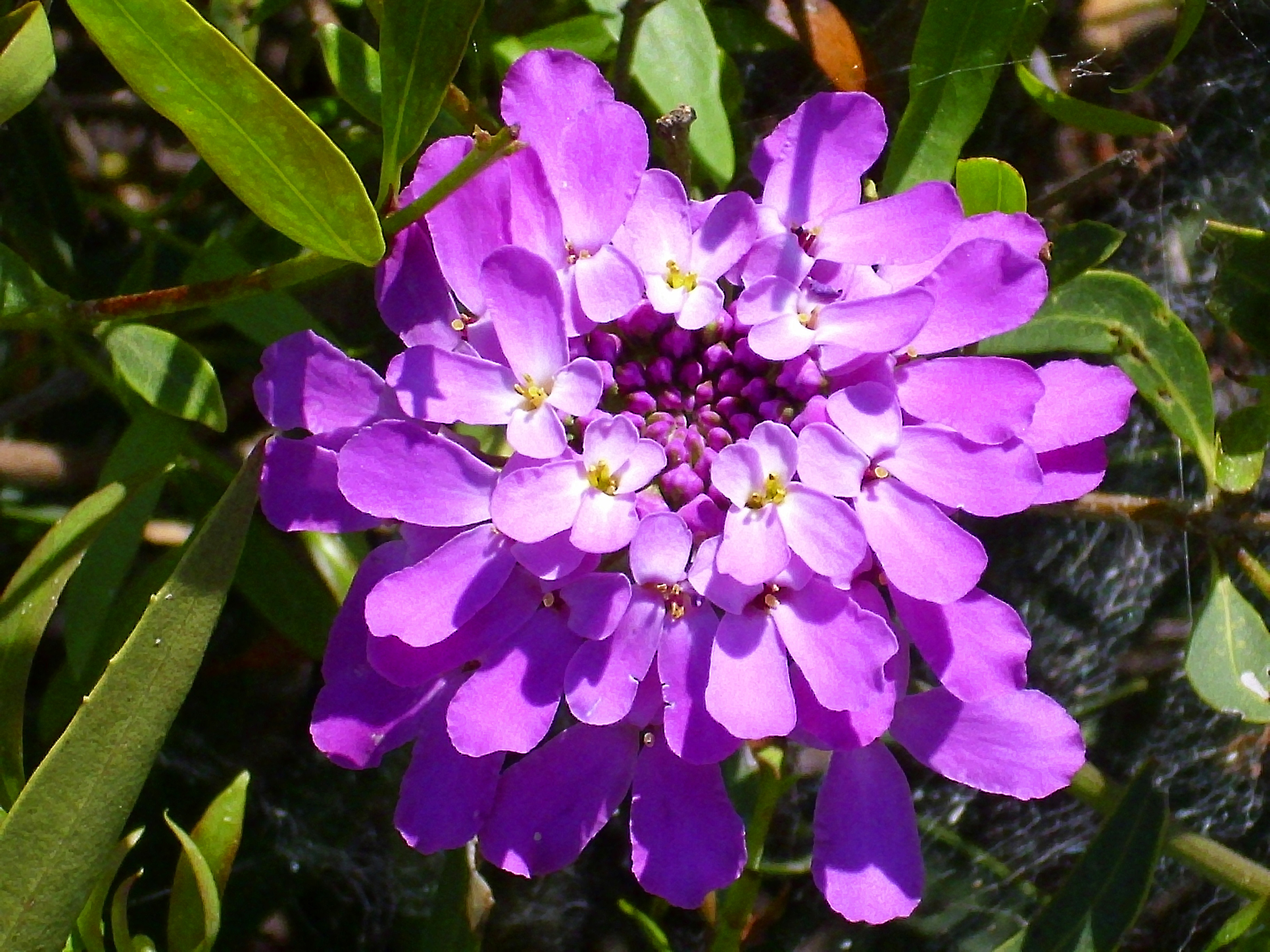
Fleur de l'ibéris charnu.

Les fleurs sont roses ou blanches ; les pétales sont obovales ; la grappe fructifère est courte, en corymbe dense, à pédicelles dressés-étalés ; les silicules sont ovales-arrondies, à échancrure étroite, aiguë, à lobes subobtus, divergents ; le style est un peu plus long que les lobes. La floraison a lieu de juillet à août.

## Habitat, écologie et répartition
L'Ibéris charnu se concentre en France sur les éboulis des Pyrénées occidentales. Son aire de répartition recouvre la région méditerranéenne, principalement la Péninsule ibérique.

## Menaces et conservation
L'espèce est classée « espèce vulnérable » et est inscrite sur la Liste rouge de la flore vasculaire de Midi-Pyrénées.

## Taxonomie

### Sous-espèces
- Iberis carnosa subsp. carnosa
- Iberis carnosa subsp. embergeri (Serve) Moreno
- Iberis carnosa subsp. granatensis (Boiss. & Reut.) Moreno
- Iberis carnosa subsp. lagascana (DC.) Mateo & Figuerola[4]

### Synonymes
- Iberis gastoni Delacr.
- Iberis grosmiquelii Pau & Font Quer
- Iberis linifolia subsp. grosmiquelii (Pau & Font Quer) Maire[4],[5]